# 水無瀬町
水無瀬町（みなせちょう）は、愛知県瀬戸市陶原連区の町名。丁番を持たない単独町名である。

## 地理
- 瀬戸市の西部に位置する[8]。西を東長根町・見付町、北を西吉田町・東吉田町、東を原山町、南を新郷町・瘤木町と隣接している[8]。
- 町内に数社の工場が立地する[8]。

### 河川
- 水無瀬川（矢田川（山口川）支流）[8] ： 町の南端、新郷町・瘤木町との境界付近を西流している。

- 水無瀬川（水無瀬町内）

### 学区
市立小・中学校に通う場合、学区は以下の通りとなる。また、公立高等学校普通科に通う場合の学区は以下の通りとなる。
| 番・番地等 | 小学校             | 中学校               | 高等学校 |
| ---------- | ------------------ | -------------------- | -------- |
| 全域       | 瀬戸市立陶原小学校 | 瀬戸市立水無瀬中学校 | 尾張学区 |

## 歴史

### 町名の由来
大雨が降らない限り水の流れがないことからつけられた水無瀬川の北岸に位置することから名付けられたとされる。

### 沿革
- 1943年（昭和18年）8月9日 - 瀬戸市大字今字市場の一部により、同市水無瀬町として成立[2]。
- 1974年（昭和49年）8月22日 - 町域の一部を見付町・東長根町に編入[12]。

## 世帯数と人口
2024年（令和6年）1月1日現在の世帯数と人口は以下の通りである。
| 町丁     | 世帯数  | 人口    |
| -------- | ------- | ------- |
| 水無瀬町 | 628世帯 | 1,333人 |

### 人口の変遷
国勢調査による人口の推移
| 1995年（平成7年）  | 1,495人 | [ 13 ] |  |
| 2000年（平成12年） | 1,433人 | [ 14 ] |  |
| 2005年（平成17年） | 1,496人 | [ 15 ] |  |
| 2010年（平成22年） | 1,448人 | [ 16 ] |  |
| 2015年（平成27年） | 1,398人 | [ 17 ] |  |
| 2020年（令和2年）  | 1,363人 | [ 18 ] |  |

### 世帯数の変遷
国勢調査による世帯数の推移。
| 1995年（平成7年）  | 513世帯 | [ 13 ] |  |
| 2000年（平成12年） | 497世帯 | [ 14 ] |  |
| 2005年（平成17年） | 536世帯 | [ 15 ] |  |
| 2010年（平成22年） | 549世帯 | [ 16 ] |  |
| 2015年（平成27年） | 540世帯 | [ 17 ] |  |
| 2020年（令和2年）  | 565世帯 | [ 18 ] |  |

## 交通

### 鉄道
町内に鉄道は走っていない。最寄り駅は名鉄瀬戸線瀬戸市役所前駅、愛知環状鉄道・愛知環状鉄道線瀬戸口駅になる。

### バス
名鉄バス「東山線」
- 【43】【44】藤が丘 - 岩作 - 本地口 - 瀬戸駅前 系統が走っているが、町内にバス停はない。最寄りのバス停は、瀬戸警察署前バス停・水無瀬中学校前バス停・新郷町バス停になる。

瀬戸市コミュニティバス「本地線」
- 陶生病院 - 瀬戸口駅 - 愛知医大 系統 ： 新水無瀬橋バス停

- 新水無瀬橋バス停

### 道路
愛知県道209号愛・地球博記念公園瀬戸線 ： 町の中央部を南北に通っている。
- 愛知県道209号標識（水無瀬町内）

## 施設
- 瀬戸希望の光キリスト教会 ： 2019年（令和元年）開設[19]。アパートの四畳半の日本一小さい教会[19]。
- グループホーム町屋 ： 1号館と2号館があり、1号館は2003年（平成15年）6月に、2号館は2005年（平成17年）10月にそれぞれ開設している[20]。有限会社ケイズライフ・株式会社ケーツーホメナックスが運営している[20]。1・2号館ともに全9室[21]。なお、定期的に開催する運営推進会議の内容を市のホームページで公開している[22]。
- 介護付有料老人ホーム和《桜館》 ： 2007年（平成19年）11月開設[20]。有限会社ケイズライフ・株式会社ケーツーホメナックスが運営している[20]。全15室[23]。
- 山増電機製陶株式会社 ： 電力用高低圧碍子や環境セラミックスなどの製造販売を行っており、瀬戸市の「環境にやさしい事業所」に認定されている[24]。
- 丸ニノベルティ工房 ： 100種類以上のデザインからイージーオーダーできる工房[25]。
- 水無瀬町ちびっこ広場 ： 町の中央部にある小さな公園。ブランコ・すべり台・ジャングルジムがある。
- 瘤木町IIちびっこ広場[注釈 1] ： 町の西端にある小さな公園。すべり台とスプリング遊具がある。

- 瀬戸希望の光キリスト教会
- グループホーム町屋[注釈 2]
- 介護付有料老人ホーム和《桜館》
- 山増電機製陶株式会社
- 丸ニノベルティ工房
- 水無瀬町ちびっこ広場
- 瘤木町IIちびっこ広場

## その他

### 日本郵便
- 郵便番号 : 489-0872[6]（集配局：瀬戸郵便局[26]）。